# Михалёв, Юрий Алексеевич
Ю́рий Алексе́евич Михалёв (род. 2 сентября 1938, Хиславичи, Смоленская область) — биолог, доктор наук, профессор.

## Образование
В 1963 году окончил биологический факультет Кишиневского государственного университета по специальности биолога-зоолога, и был зачислен старшим научным сотрудников в Одесскую лабораторию морских млекопитающих и ихтиологии АзЧерНИРО.

## Научная деятельность
Участник шести рейсов в составе научных групп Антарктических китобойных флотилий «Советская Украина» (1964—1965), «Слава» (1965—1966), «Юрий Долгорукий» (1966—1967 и 1974—1975), научно-поискового судна «Бодрый-25» (1973—1974 и 1974—1975).
В 1970 году возглавил лабораторию морских млекопитающих Одесского отделения ВНИРО (затем АзЧерНИРО). Защитил кандидатскую диссертацию по биологии размножения финвалов Антарктики, и две докторские по биологии китов Южного полушария. Первая по специальности «охрана окружающей среды и рациональное использование природных ресурсов». Вторая — по специальности «зоология». За исследования китообразных Антарктики награждён Памятной медалью АН СССР в честь 150-летия открытия Антарктиды русской экспедицией под руководством Ф. Ф. Беллинсгаузена и М. П. Лазарева.
В 1982 году после упразднения лаборатории перешёл на педагогическую работу в Одесский педагогический университет им. К. Д. Ушинского.
С 1994 года является независимым экспертом Научного комитета Международной китобойной комиссии (НК МКК, Кембридж, Великобритания), с 1995 года член Совета по морским млекопитающим (СММ, Россия).
С 2008 года член Европейского Китового Общества (European Cetacean Society).
Им опубликовано три монографии (две с соавторами) и более 150 работ на русском и английском языках.

## Общественная деятельность
Депутат Одесского городского совета двух созывов (1989—1993 и 1994—1998). В 1994 году на выборах мэра Одессы был доверенным лицом Алексея Костусева.

## Публикации Ю. А. Михалёва
- Киты Южного полушария: биология, промысел, перспективы восстановления популяций. Одесса, ООО «ИНВАЦ», 2008. — 328 с. ISBN 978-966-8885-17-4
- Falsification of Soviet whaling data after introduction of the International Observer Scheme
- Humpback whales Megaptera novaeangliae in the Arabian Sea
- Depth of sperm whales' dive according to the acoustic device «Fin whale.»
- Brief historical review of whaling. (недоступная ссылка)

## Публикации о Ю. А. Михалёве
- Mystery of the Missing Humpbacks Solved by Soviet Data